# Gare de Boulouris-sur-Mer

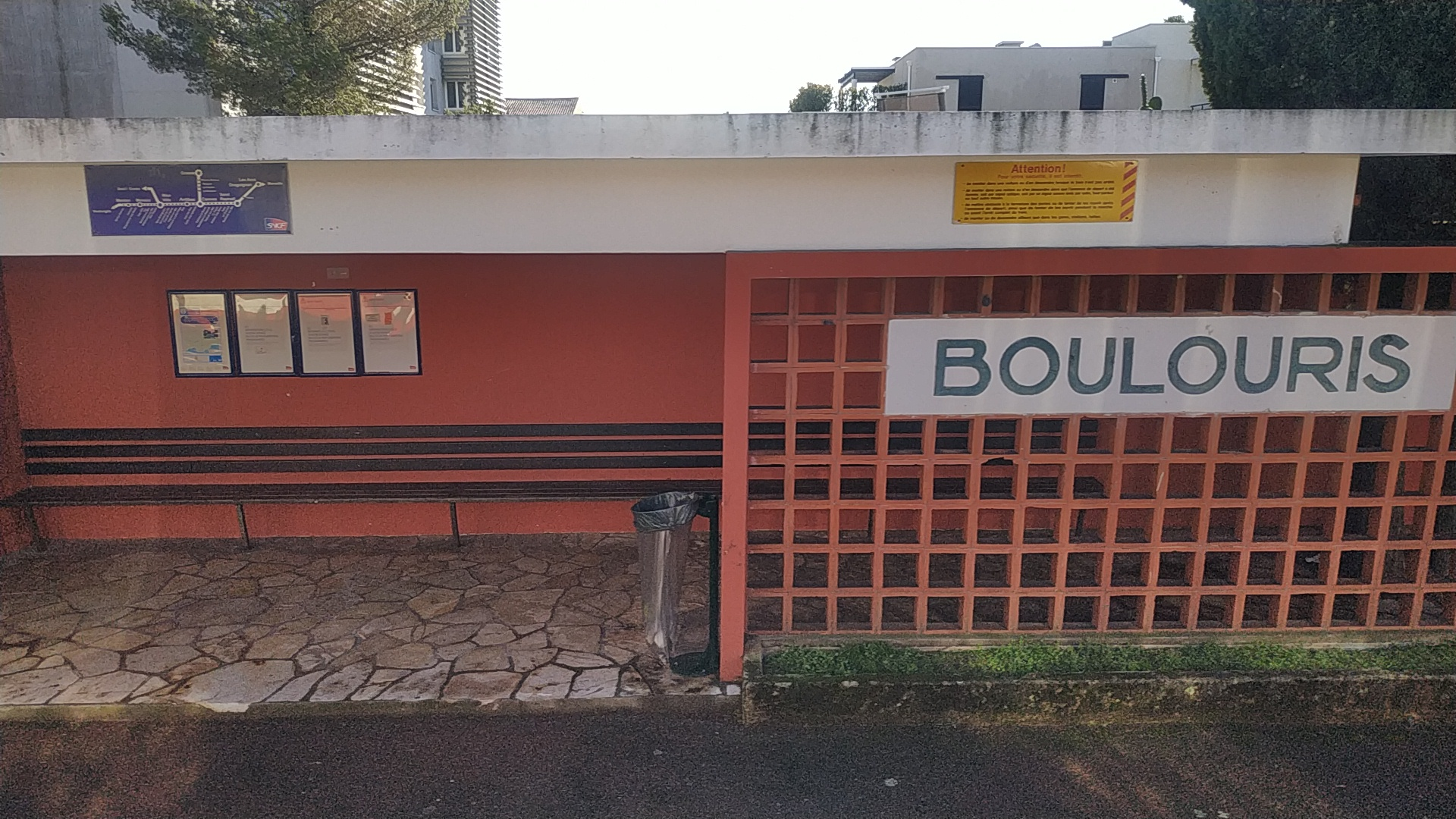
Gare de Boulouris depuis un TER

La gare de Boulouris-sur-Mer est une gare ferroviaire française  de la ligne de Marseille-Saint-Charles à Vintimille, située sur le territoire de la commune de Saint Raphaël, dans le département du Var en région Provence-Alpes-Côte d'Azur.
C'est une gare de la Société nationale des chemins de fer français (SNCF), desservie par des trains express régionaux TER Provence-Alpes-Côte d'Azur.

## Situation ferroviaire
Établie à 12 mètres d'altitude, la gare de Boulouris-sur-Mer est située au point kilométrique (PK) 164,869 de la ligne de Marseille-Saint-Charles à Vintimille (frontière), entre les gares de Saint-Raphaël-Valescure et du Dramont.

## Histoire
En 2013, une « étude d'optimisation du système de transport collectif » répertorie la gare en « classe 4 : gares TER à forte attractivité estivale ».

## Service des voyageurs

### Accueil
Gare SNCF, elle dispose d'un bâtiment voyageurs, avec guichet, ouvert uniquement le lundi et jeudi, fermé les autres jours.

### Desserte
Boulouris-sur-Mer est desservie par des trains express régionaux TER Provence-Alpes-Côte d'Azur qui effectuent des missions entre Les Arcs - Draguignan et Cannes.

### Intermodalité
Quelques places de parking sont éventuellement disponibles.